# Джейн Ґеллоп
Джейн Геллоп (англ. Jane Gallop, нар. 4 травня 1952 року, Дулут, Міннесота, США) — американська феміністка-теоретик, гендерна дослідниця та психоаналітик. Дослідниця теми сексуальних домагань, феміністського психоаналізу, літературної критики та квір-теорії. Професор англійської літератури та порівняльного літературатурознавства в Університеті Вісконсин-Мілвокі.

## Освіта і професійна діяльність
Джейн Геллоп отримала бакалаврський ступінь в 1972 році та ступінь доктора філософії з французької літератури в 1976 році в Університеті Корнелла. Її дисертація була присвячена роботам Маркіза де Сада, чиї твори включають в себе графічні сексуалізовані описи зґвалтувань і тортур.
Продовжила діяльність як викладачка. З 1992 року та до сьогодні вона є видатною професоркою англійської та компаративістської літератури в Університеті Вісконсина-Мілвокі. Разом з цим Геллоп була викладачкою французької мови в Університеті Маямі:
- 1977–1981 — асистентка професора французької мови, Університет Маямі.
- 1981–1985 — доцент французької мови, Університет Маямі.

5 років (1985–1990) працювала в Університеті Райса як професор гуманітарних наук та була головою департаменту французької та італійської мов.
Також Геллоп була запрошеною викладачкою в такі навчальні заклади як Геттісбергський коледж (1976), Університет Еморі (1984-1985), Міннесотаський університет (2987), Дартмутський коледж (1991), Університет Джона Гопкінса (2006) та Чиказький психоаналітичний центр (2011).

## Академічний підхід
На сьогодні під авторством Геллоп вийшло 10 книг, 53 статті та 35 книжкових розділів (і цей список поповнюється).
На додачу до психоаналізу, особливо лаканіанського (зокрема в контексті американської та феміністської реакцій на нього), Галлоп пише на теми психоаналізу та фемінізму; Маркіза де Сада; феміністської літературної критики; педагогіки; сексуальних домагань; фотографії; квір-теорії.

### Педагогічний метод
Геллоп стверджує, що її тексти можна зрозуміти як «послідовне застосування методу уважного читання до теоретичних текстів». Цей метод вона застосовує протягом 35 років викладання, вважаючи найкращим способом дисциплінувати учнівство – змушувати базувати всі їх висловлювання на певній літературі. Це попередить практики необґрунтованих узагальнень щодо предмету дискусії. Також Геллоп зазначає, що збільшення ідеї Нового Історицизму, особливо після деконструкції, може загрожувати поверненням до старої, більш авторитарної системи, що несе в собі модель передачі заздалегідь оброблених знать. Це не є корисним для навчального процесу. «Найкращим антидотом» є уважне читання, правильне розуміння та формування власної думки.

## Роботи
Найбільш контроверсивна книга Геллоп стосується сексуальних домагань. Також автобіографічною є книга Anecdotal Theory. Вона використовує персональний наратив про особистий та професійний досвід як відправну точку для критичних есе в надії витворити "більш літературну теорію".
Феміністка, звинувачувана в сексуальних домаганнях (Feminist Accused of Sexual Harassment. Видавництво Duke University Press, 2011). Геллоп документує власний досвід звинувачень в сексуальних домаганнях на робочому місці та формулює феміністську відповідь на подібні ситуації. Власна історія авторки є відправною точкою для формування критичних висновків та створення «більш літературної теорії». Мислення авторки залежить від психоаналітичних теорій Лакана і Фрейда. Геллоп вважає, що проблема сексуальних домагань вийшла з ладу, коли сталось, що феміністка може бути звинуваченою в них просто тому, що привнесла свою сексуальність у викладання. Вона зазначає, що сама ідея цього стилю викладання виникла з феміністської думки. "Дослідження показало, що я фактично не поважаю кордон між сексуальним і інтелектуальним, між професійним і особистим". В книзі також описується власний сексуальний досвід Галлоп, включаючи лесбійський, а також досліджується чутлива тема кордонів між сексуальністю та професійними стосунками професури та студентства у контексті академічного середовища.
Смерть автора: читання та письмо в часі (The Deaths of the Author: Reading and Writing in Time. Видавництво Duke University Press, 2011). Галлоп повертається до концепції літературної критики, так званої «смерті» автора, та розглядає не тільки абстрактну теоретичну ідею смерті автора, а й буквальну смерть письменника чи письменниці. Уважно читаючи таких літературних теоретиків(-кинь), як Барт, Дерріда, Єва Кософскі Седжвік, Гаятрі Співак, авторка показує, що смерть автора розуміється як відношення до темпоральності як для читача, так і для письменника. Вона додає нової конотації до концепції, поєднуючи теоретичну, буквальну і метафоричну смерть автора. Ян Бетен, оглядаючи цю роботу, підкреслює її значні стилістичні та демонстративні якості. Також він відзначає Джейн Геллоп як одну з найкращих письменниць свого покоління. Стиль її письма є різким, ритмічним, витонченим, при цьому чітким з самого початку до останнього речення.
Мислення через тіло (Thinking Through the Body. Видавництво Columbia University Press, 1988) пов'язана з дисертацією Геллоп.
Життя з його камерою (Living with His Camera. Видавництво Duke University Press, 2003). Авторка фокусується на відношеннях між фотографією як мистецтвом та фотографією як сімейною історією. В книзі досліджується, як фотографія її колишнього партнера, Діка Блау, професора кіно в Університеті Вісконсина-Мілвоки, хронікалізує їх стосунки та стосунки між ними та дітьми пари, Максом та Рубі. Блау регулярно робив чорно-білі фотографії, шукаючи ідеальну картинку в повсякденному середовищі. Геллоп цікавилась тим, як стати об'єктом фотографії. Вона аналізує, фокусуючись на відносинах між чоловіком та жінкою, а також на тому, як камера фокусує та змінює ці моменти. Висновок роботи в тому, що камера стала «третім обличчям» в її стосунках з партнером, створюючи трикутник: фотограф, камера та об'єкт. Крім цього, камера здатна показувати нові ракурси, ідеї, недоліки та дива, які люди не можуть помітити самі, без особливої здатності камери фіксувати і кадрувати моменти та переживання в часі.